# 上杉朝房
上杉 朝房（うえすぎ ともふさ）は、南北朝時代の武将・守護大名。室町幕府関東管領、上総国・信濃国守護。犬懸上杉家2代当主。

## 略歴
建武2年（1335年）、犬懸上杉家・上杉憲藤の子として誕生。延元3年/建武5年（1338年）、父・憲藤が摂津国で戦死した時、幼少だったために弟・朝宗と共に家臣の石川覚道に養育された。また、二橋上杉家（後の扇谷上杉家）の上杉朝定も後見しており、朝房兄弟が朝定の養子になっていた可能性もある。
正平4年/貞和5年（1349年）に但馬国守護職に任じられているが、翌年3月には辞任している。これは観応の擾乱に際して足利尊氏・高師直による足利直義派である上杉氏の切り崩し・内部分裂工作とみられるが、結局は朝定と共に直義方について京都を脱出する途中、信濃で朝定は病没する。その後、義父で伯父にあたる上杉憲顕の復権と共に再登場し、正平19年/貞治3年（1364年）に上総の守護に任じられ、正平21年/貞治5年（1366年）には信濃守護に任じられる。正平23年/応安元年（1368年）2月に起こった武蔵平一揆の乱を伯父・憲顕と共に鎮圧、9月の憲顕の死に伴い従兄の上杉能憲と共に関東管領に任じられ、能憲と共に「両管領」と称されて幼少の足利氏満を補佐した。
応安2年（1369年）には氏満の命を受けて、小山・宇都宮・千葉・佐竹の諸氏とともに、信濃大河原の宗良親王を攻め、建徳元年/応安3年（1370年）、上野・武蔵両国に侵入した新田氏の勢力を畠山基国とともに撃退し、同年、下命に抵抗する善光寺別当の栗田氏を居城栗田城に攻めるが退けられた。同年8月には管領職の辞表を提出した。通説ではこれをもって辞任とするが、実際に辞任が認められたことを示す史料は存在しないため、その後も関東管領の任にあった可能性がある。その後一旦京都に上り、文中3年/応安7年（1374年）には鎌倉に戻っているものの、天授3年/永和3年（1377年）には信濃の国務に関する室町幕府の命令を京都で直接受けていることが判明しており、この時には京都に滞在していたとみられている。
元中8年/明徳2年（1391年）に京都にて死去したと言われているが、没年には異説が多い。
初め、越後守護である山内上杉家の上杉房方（後の越後上杉氏の祖）を養子として越後・信濃国内の所領を譲ったが、上洛後に甥の上杉氏朝を改めて養子に迎えて後継者と定めて他の所領を譲ったという。